# 罗泰鲁
罗泰鲁是巴西阿拉戈斯州的一个市镇。总面积129.29平方公里，总人口6692人，人口密度51.8人/平方公里。